# Swietłana Bojko (łyżwiarka)
Swietłana Jurjewna Bojko z domu Szurowa (ros. Светлана Юрьевна Бойко z d. Шурова; ur. 8 lutego 1966 w Moskwie) – rosyjska łyżwiarka szybka reprezentująca ZSRR.

## Kariera
Największy sukces w karierze Swietłana Bojko osiągnęła 25 listopada 1990 roku w Berlinie, kiedy zajęła trzecie miejsce w biegu na 3000 m w ramach Pucharu Świata. W zawodach tych wyprzedziły ją jedynie dwie Niemki Gunda Kleemann oraz Heike Warnicke. Było to jej jedyne podium w zawodach tego cyklu. Najlepsze wyniki osiągała w sezonie 1989/1990, kiedy była dziewiąta w klasyfikacji końcowej 3000/5000 m. W 1988 roku wystartowała na igrzyskach olimpijskich w Calgary, zajmując czwarte miejsce w biegu na 5000 m. Walkę o brązowy medal przegrała wtedy z Gabi Zange z NRD. Na tych samych igrzyskach była też szósta w biegu na 3000 m. Na rozgrywanych cztery lata później igrzyskach w Albertville była piąta na 3000 m i szósta na 5000 m. W 1991 roku zajęła szóste miejsce podczas wielobojowych mistrzostw świata w Hamar. W poszczególnych biegach zajmowała 26. miejsce na 500 m, czwarte na 3000 m, siódme na 1500 m oraz trzecie na dystansie 5000 m. Na rozgrywanych rok wcześniej mistrzostwach Europy w Heerenveen zajęła czwarte miejsce, przegrywając walkę o podium z Heike Schalling. W 1992 roku zakończyła karierę.